# Кајмакчалану у походе
Кајмакчалану у походе је назив за пешачење, тј. манифестацију која је започета септембра 2016. године, када је обележавано 100 година од велике Битке на Кајмакчалану.
Тада је први пут група патриота и поштоваоца Војске Краљевине Србије и учесника Великог рата дошла на Кајмакчалан, 2.521 мнв из Србије, где се налази спомен-костурница коју је 1929. подигао српски краљ Александар Карађорђевић, за своје див-јунаке који су својим животима плаћали цену слободе.
Манифестација се наставила и наредних година, тако што је из Републике Српске и Републике Србије дошло око 100 људи, из Новог Сада, Београда, Краљева, Параћина, Ниша, Врања, Бијељине и Фоче.

## Мотив
Мотив ове манифестације јесте да се оживи сећање на наше славне претке који су пре више од једног века гинули за слободу свог народа и да им се ода захвалност.

## Организатори
Организатор ове манифестације је удружење Српски светионик, у сарадњи са Заједницом Срба у Македонији.

## Хронологија

### Први поход
Први поход је био у суботу 15. септембра 2016. године, када су у Битољ стигли учесници манифестације из Краљева, Рашке, Београда и др. Тада се аутобусима отишло до ски-центра Ворас, који се налази у Грчкој. Затим је кренуло пешачење  5 км узбдо све до спомен-костурнице.
Тамо се одржао парастос за погинуле припаднике Војске Краљевине Србије, који су стотину година раније започели једну од највећих битака Првог светског рата.
Уједно је одржан и краћи историјски час везано за ову значајну битку и положени су венци.

### Други поход
Други поход је био у суботу 16. септембра 2017. године када је у Битољ стигао аутобус са ходочасницима из Србије и Републике Српске, односно дошли су људи из Краљева, Параћина, Београда, Бијељине, Смедерева, Новог Сада и др. Поново је пешачење кренуло од ски-центра Ворас истом маршрутом као и годину дана раније. Ходочасници из Врања су већ кренули на пешачење.
После 1.5 сат пешачења стигло се до спомен-костурнице на врху Кајмакчалана. Положени су венци и отпевана је химна "Боже правде", као и српске песме које суи везане за Косово и Метохију и Велики рат. Било је и рецитација на тему Солунског фронта.
Представници Заједнице Срба у Македонији су урадили једни малу изложбу са паноима, на тему Великог рата и Битке на Кајмакчалану.
Поједини учесници су се спустили доле у крипту, мало ниже спомен-костурнице, где су похрањене кости ратника Војске Краљевине Србије.

### Трећи поход
Трећи поход на Кајмачалан је био средином септембра месеца 2018. када обележено 100 година од пробоја Солунског фронта. Учесници похода су обишли прво место Удово на југу БЈР Македоније, где се налази спомен костурница жртвама Валдановског покоља из 1915. године. Затим исти дан се наставило за Солун, где су учесници обишли војничко гробље Зејтинлик.
Преноћиште је било подно Кајмакчалана... Наредни дан се кренуло аутобусима до паркинга ски-центра, а одатле 5 км узбрдо пешачења до спомен капеле и спомен костурнице на самом врху Кајмакчалана. Ту је направљен пригодан програм где су поједини учесници рецитовали, певали... делегације су полагале венац, а православни свештеник Отац Јован је служио парастос за наше храбро изгинуле војнике. Најмлађим учесницима, деци од 8-12 година којима је ово био подвиг, додељене су златне медаље.
Након тога је уследио повратак ка Србији.
Учесници овог похода били из Новог Сада, Београда, Ниша, Дервенте, Панчева, Бијељине, Требиња, Пожаревца, Параћина, Косовске Митровице, Лепосавића, Ужице, Ћуприја, Суботица, Чачак и др.

### Четврти поход
Четврти поход на Кајмачалан је одржан 14. и 15. септембра 2019. године када ће бити обележено 104 године од велике битке. Прва тачка овог похода био је град Битољ, на самом југу Вардарске Македоније, где су учесници обишли војничко гробље од војника Краљевине Србије који су војвали током 1912-1918, односно у Балканским ратовима и Првом светском рату. Следећа тачка био је управо Кајмакчалан, највиша тачка планине Ниџе. Кренуло се од ски-центра Ворас па пешака узбдро. Око 1.5 сат је требало учесницима похода да стигну до спомен капеле Св. Петра и Павла, која је подигнута од Краља Александра I Карађорђевића  у част јунака који су закорачили на праг отаџбине. 
Изведен је пригодан програм са рецитацијама, историјским часовима полагањем венаца и додељене су медаље за најмлађе учеснике од 5 до 12 година.
Поред тога, учесници су посетили и спомен костурницу која се налази испод капеле неких 50 метара. 
Подно Кајмакчалана учесници су преноћили и наредни дан се обишао град Солун, односно војничко гробље Зејтинлик, где нам је деда Ђорђе Михаиловић одржао беседу. Последња тачка овог путешесвија била је место Евзони, где се налази споменик савезничким војницима који су пробили Македонски фронт 1918. године и ослободили отаџбину.
Учесника је било из следећих места: Ваљево, Бијељина, Дрвар, Петровац на Млави, Београд, Петовград, Ниш, Врање, Београд, Пожаревац, Херцег Нови итд.

### Пети поход
Пети поход на Кајмакчлан је одржан 17. септембра 2022. године. Временске услове нисмо могли бирати, али је био велики успех што смо и поред Беле олује, успели да нађемо пута.
По традицији дошло се прво у Битољ, где посећујемо Српско војничко гробље, а историјски час је одржао Зоран Жугић, испред Заједнице Срба у С. Македонији. Била је то прилика да ходочасници виде спомен костурницу, али и крстове Војника Краљевине Србије, који су ту сахрањени из времена Балканских ратова и Првог светског рата, тачније пробоја Солунског фронта.
На самој планини Ниџе, односно највишем врху Кајмакчалану овај пут је било ветровито и није било сунца. Такође, касније се са македонске стане појављивала магла која је отежала спуштање, али су сви успели да стигну до аутобуса. Након тога је уследило ноћење у смештају.
Наредни дан посећено је војничко гробље Зејтинлик у Солуну. Нажалост, деда Ђорђе Михаиловић је два месеца раније преминуо, тако да је историјски час одржан од новог чувара Крстимира.

### Шести поход
Шести поход на Кајмакчалан је одржан трећег викенда септембра месеца 2023. године. У Битољу на Српском војничком гробљу историјски час је проповедао Зоран Жугић, а деца су добила част да положе венце на спомен крст у част палих војника Краљевине Србије за слободу отаџбине током ослободилачих ратова од. 1912. до 1918.
Наставило се ка Капији слободе, те уз мало ветра ходочасници су се попели на највиши врх планине Ниџе. Тамо код капеле Св. Петра и Павла зачуле су се гусле од Димитрија Анђелића. Људи су улазили у капелицу и палили свеће, касније спустили су се до крипте, где су похрањене кости Солунских ратника.
Наредни дан посећен је Солун, тачније војничко гробље Зејтинлик. Ту су ходочасници имали прилику да чују историјски час од Олге, новог чувара, скупа са Крстимиром.

### Седми поход
Седми поход на Кајмакчалан је одржан другог викенда 2024. године. Ходочасници су долазили из многигх градова како Србије, тако и БиХ. Време је овај пут добро послужило, па се прво отишло у Битољ, по традицији. Касније се посећује Капија слободе, где су ходочасници имали ветровито време, али су успели да посете спомен костурницу и капелу Св. Петра и Павла коју је подигао пре једног столећа краљ Александар Карађорђевић за своје дивјунаке.
Наредни дан се по традицији посећује Зејтинлик, односно српско војничко гробље у Солуну. Ту је доста ходочасника успело да пронађе кости својих прадедова. Начињена је и заједничка фотографија. 

## Спољашњи извори
- Видео прилози са другог похода
- Извештај са првог похода Архивирано на веб-сајту  (9. октобар 2017)
- Извештај са другог похода
- Најава трећег похода
- Извештај са трећег похода
- Најава 4. похода
- Видео записи од 2018. године